# Maistorovo, Kărdjali
Maistorovo (în bulgară Майсторово) este un sat în comuna Kărdjali, regiunea Kărdjali,  Bulgaria. 

## Demografie
Componența etnică a satului Maistorovo
     Nicio identificare (100%)
     Altele (0%)
La recensământul din 2011, populația satului Maistorovo era de 1 locuitori. . Pentru 100% din locuitori nu este cunoscută apartenența etnică.